# Everyday/CAN'T GET BACK
「Everyday / CAN'T GET BACK」（エブリデイ / キャント・ゲット・バック）は、日本の歌手グループw-inds.の2008年11月26日に発売された25枚目のシングルである。

## 解説
- 前作「アメあと」より約7か月ぶりのリリースとなった。w-inds.初となる両A面シングル。
- 「静と動」をテーマにしており、「CAN'T GET BACK」はダンスナンバーの「踊るw-inds.」、「Everyday」はバラードの「歌うw-inds.」を表している。
- CD+DVDの初回盤A,Bと、CDのみの通常盤(全てジャケット違い)の3形態でリリース。初回盤AのDVDには「Everyday」のPV、初回盤BのDVDには「CAN'T GET BACK」のPVを収録。全種類にX'masイベント応募参加券、ポケットカレンダーを封入。
- 「Everyday」のPVは、2008年9月23日（火）に代々木第一体育館で開催された『w-inds.Live Tour 2008 "Seventh Ave."』の追加公演で「CAN'T GET BACK」と並び当楽曲が初披露された際に撮影されたライブ映像が編集使用されている。なお、この日の公演のリハーサル中にメンバーの緒方龍一がじん帯を損傷、主催者側により、まずこの日の公演自体の中止が考慮され、その次に新曲2曲の初披露の取り止めが提案されたが、公演開始時刻は大幅に遅滞したものの、龍一は予定通りのセットリスト・構成で本公演に臨んだ。
- Vo.慶太が、音楽総合情報雑誌『CD & DLでーた』2010年3月号にて、「今もw-inds.のメイン楽曲だと思っている」と語っているように、「CAN'T GET BACK」は、その後彼らがコンテンポラリーなダンスミュージック主体の音楽性へ傾倒する契機となった要の楽曲である。
- カップリング曲の「Color」はシングル候補曲でもあった。
- 19thシングル「TRIAL」以来のオリコン週間シングルチャートTOP3入りとなった。また、同チャートで2位にランキングされたのは14thシングル「夢の場所へ」以来、約3年10か月ぶりとなった。

## 収録曲
初回盤A
1. Everyday
（作詞・作曲：tetsuhiko　編曲：tetsuhiko,中野定博）
2. CAN'T GET BACK
（作詞：shungo.　作曲：Jacob Olofsson,Magnus Lidehall　編曲：Koma2 Kaz）
3. Color
（作詞・作曲・編曲:飯田哲也）
4. Everyday (Instrumental)

初回盤B
1. CAN'T GET BACK
（作詞：shungo.　作曲：Jacob Olofsson,Magnus Lidehall　編曲：Koma2 Kaz）
2. Everyday
3. YES or NO
（作詞:春和文　作曲：Anthony Galatis,Mark Frisch　編曲：小高光太郎）
4. CAN'T GET BACK (Instrumental)

通常盤
1. Everyday
2. CAN'T GET BACK
3. Color
4. YES or NO

## タイアップ
「Everyday」
- 日本テレビ系『THE・サンデー NEXT』エンディングテーマ
- music.jp独占先行配信（TV-SPOT大量投下）

「CAN'T GET BACK」
- 日本テレビ系『スーパーチャンプル』11月度エンディングテーマ